# Frank Barson
Frank Barson (* 10. April 1891 in Grimesthorpe, Sheffield; † 13. September 1968 in Winson Green, Birmingham) war ein englischer Fußballspieler. Der gelernte Schmied begann seine Fußballkarriere bei verschiedenen Amateurklubs in Sheffield und wurde 1911 Profi beim FC Barnsley. Er spielte im Laufe seiner Karriere bei einer Reihe von englischen Profivereinen, darunter Manchester United und Aston Villa, mit denen er 1920 den FA Cup gewann.
Barson galt als einer der gefürchtetsten Spieler seiner Zeit und hatte den Ruf, einer der härtesten Spieler im englischen Fußball zu sein. In zahlreichen Partien musste Barson nach dem Schlusspfiff von Polizisten vom Spielfeld eskortiert werden, um ihn vor dem aufgebrachten Mob gegnerischer Fans zu schützen.

## Vereinskarriere

### Barnsley
Von 1909 an spielte Barson für Cammell Laird und zwei Jahre später, im Juli 1911, begann er seine Profikarriere beim englischen Zweitligisten FC Barnsley. Bereits während seiner Zeit bei Barnsley trat sein berühmt-berüchtigtes Temperament zu Tage. Schon vor seinem ersten Pflichtspieleinsatz musste er eine zweimonatige Sperre absitzen, nachdem er sich in einem Vorbereitungsspiel gegen Birmingham City mit einigen gegnerischen Spielern eine wüste Schlägerei lieferte. Nach einer Partie im Goodison Park musste er aus dem Stadion geschmuggelt werden, da sich vor dem Stadion eine größere Menschenmenge versammelt hatte. Diese wartete, um ihn wegen seines Verhaltens in einer FA-Cup-Partie gegen den FC Everton zur Rede zu stellen.
Barson geriet in einen Streit mit den Barnsley-Verantwortlichen über die Fahrtkosten, was schließlich zu seinem Abgang führte.

### Aston Villa
Für eine Ablösesumme von £2.850 – mehr als das durchschnittliche Jahresgehalt eines Sheffielder Arbeiters – wechselte Barson 1919 zu Aston Villa. Vor seinem Wechsel musste er zunächst von Trainer George Ramsay, der gemeinsam mit Frederick Rinder im Begriff war, Villa nach dem Ersten Weltkrieg wieder aufzubauen, überzeugt werden, da Barson sich selbst nicht für gut genug hielt, um bei Aston Villa bestehen zu können.  Sein Debüt gab er im Oktober 1919 bei einem 4:1-Sieg beim FC Middlesbrough.
1920 gewann er mit Villa durch einen 1:0-Erfolg über Huddersfield Town den FA Cup, was bis zu seinem Karriereende sein einziger großer Titel bleiben sollte. Vor dem Endspiel soll er in der Umkleidekabine von Schiedsrichter Jack Howcroft aufgesucht worden sein, der ihn mit den Worten ermahnte: The first wrong move you make Barson, off you go. 1921 wurde er nach dem Abgang von Andy Ducat neuer Kapitän des Teams. In seinem ersten Spiel als Kapitän erzielte er einen Kopfballtreffer aus fast 30 Metern Entfernung gegen Sheffield United.
Barson spielte eine zentrale Rolle in Villas Mannschaft während seiner drei Spielzeiten beim Klub, wenngleich seine Zusammenstöße mit den Autoritäten des Vereins am besten in Erinnerung blieben. So führte er während seiner Zeit bei Aston Villa ein Geschäft in seiner Heimatstadt Sheffield und weigerte sich, auch nach der Aufforderung durch die Klubführung, nach Birmingham zu ziehen. Dies führte zu Beginn der Saison 1920/21 gar zu einer 14-tägigen Suspendierung, aber auch dadurch ließ sich Barson nicht zu einem Umzug bewegen.
Den „Anfang vom Ende“ bei Aston Villa sollte die folgende Partie gegen den FC Liverpool markieren. Er lud einen Freund zu diesem Spiel ein und bestellte ihn in die Umkleidekabine, wo dieser warten sollte, während sich Barson umzog. Dafür handelte er sich von Seiten der Vereinsführung eine Rüge ein, die zudem eine einwöchige Sperre nach sich zog. Nach Ablauf der sieben Tage bat Barson um die Freigabe für einen Vereinswechsel. Später kehrte er als Jugendtrainer und Übungsleiter bei den Profis zu Aston Villa zurück.

### Manchester United
Im Sommer 1922 wurde er für eine Ablösesumme von £5.000 an den damaligen Zweitligisten Manchester United verkauft. Er verbrachte sechs von Verletzungen überschattete Jahre in Manchester und erzielte in dieser Zeit vier Tore in 140 Ligaspielen für den Klub. Barson war bei Manchester United Führungsspieler und verhalf dem Klub 1926 zum Aufstieg in die First Division. Als Prämie für den Aufstieg erhielt er ein Pub in Manchester.
Zu diesem Zeitpunkt besaß er bei United einen „Heldenstatus“, dem er selbst jedoch stets kritisch gegenüberstand. Die übermäßige öffentliche Aufmerksamkeit, die ihm während der Eröffnung seiner Gaststätte zuteilwurde, war ihm derartig unangenehm, dass er das Geschäft im Anschluss vollständig seinem Oberkellner übergab.

### Watford
Der Drittligist FC Watford sicherte sich die Dienste Barsons drei Tage nach dem Ende der Saison 1927/28. Die Verpflichtung Barsons galt als Transfercoup für den Verein, da 20 Manager das Haus des Abwehrspiers belagerten.
Ende September 1928 wurde Barson in einem Heimspiel gegen den FC Fulham des Feldes verwiesen. In einem Zweikampf mit dem Fulham-Spieler Temple verhedderten sich die Beine der beiden Spieler, beim Lösen soll er nach seinem Gegenspieler getreten haben. Vom Verband wurde er dafür mit einer sechsmonatigen Sperre belegt, obwohl der Bürgermeister Watfords dem Verband eine Petition mit 5.000 Unterschriften überreichte, in der Barsons unfaire Aktion bestritten wurde. Auch der Klubpräsident machte sich für Barson stark und führte einen Fall an, in dem ein Spieler nach einem Schlag gegen den Schiedsrichter für lediglich drei Monate gesperrt wurde. Über den Fall wurde in lokalen und nationalen Zeitungen berichtet. Die Sperre verhinderte eine Teilnahme Barsons am weiteren Verlauf der Saison und er wurde aus seinem Vertrag entlassen.
Obwohl seine Zeit bei Watford nur von kurzer Dauer war, empfahl er Watford-Manager Fred Pagnam zwei ehemalige Mannschaftskameraden von Manchester United. Sowohl Tommy Barnett als auch Frank McPherson hatten eine erfolgreiche Zeit an der Vicarage Road.

### Ausklang
Nach einem Jahr bei Watford nahm er eine Stelle als Spielertrainer bei Hartlepools United an, gab diese aber bereits nach fünf Monaten im Oktober 1929 wieder auf und wechselte als Amateur zu Wigan Borough. Im Juni 1930 unterschrieb er einen Profivertrag bei Borough, dies war zugleich die letzte Saison des Klubs League Football. Barson war der höchstbezahlte Spieler des Klubs und während eines misslungenen Versuches die Vereinsfinanzen zu sanieren wurde er im Juni 1931 an Rhyl Athletic weitergegeben. Seine letzte von 19 Ligapartien absolvierte er am Boxing Day 1930 gegen Accrington Stanley, er wurde dabei in der 83. Minute des Feldes verwiesen.

## Nationalmannschaftskarriere
Barson kam am 15. März 1920 zu seinem einzigen Länderspieleinsatz. Im Londoner Highbury stand er als Mittelläufer gemeinsam mit Arthur Grimsdell und seinem Teamkollegen von Aston Villa, Andrew Ducat, in der englischen Läuferreihe. Vor über 21.000 Zuschauern verlor die englische Elf im Rahmen der British Home Championship 1920 gegen Wales mit 1:2.

## Trainerkarriere
Im Mai 1932 wurde er Spielertrainer bei Rhyl, wo er bis zu seiner Vertragsauflösung im März 1935 tätig war. Bis Juli 1935 war Barson dann Manager bei Stourbridge, aber nachdem er ein Angebot als Jugendtrainer von seinem früheren Verein Aston Villa erhielt, gab er diese Stelle umgehend wieder auf. Drei Monate nach seinem Wechsel zu Aston Villa wurde er auch Trainer bei der Profimannschaft, unter anderem unter dem Fußballpionier Jimmy Hogan. Mit dem Ausbruch des Zweiten Weltkriegs und der Einstellung des Spielbetriebs verlor Barson diese Stelle wieder. Nach Kriegsende war er von Juni 1947 bis Februar 1954 unter Manager Billy McCandless Trainer bei Swansea Town und anschließend zwei Jahre lang bei Lye Town tätig.

## Privates
Barson war seit 1915 mit Frances Evelyn Betton verheiratet. Er starb am 13. September 1968 in Winson Green, Birmingham im Alter von 77 Jahren.

## Erfolge
- FA-Cup-Sieger: 1920 (mit Aston Villa)